# Friederike Dörffler

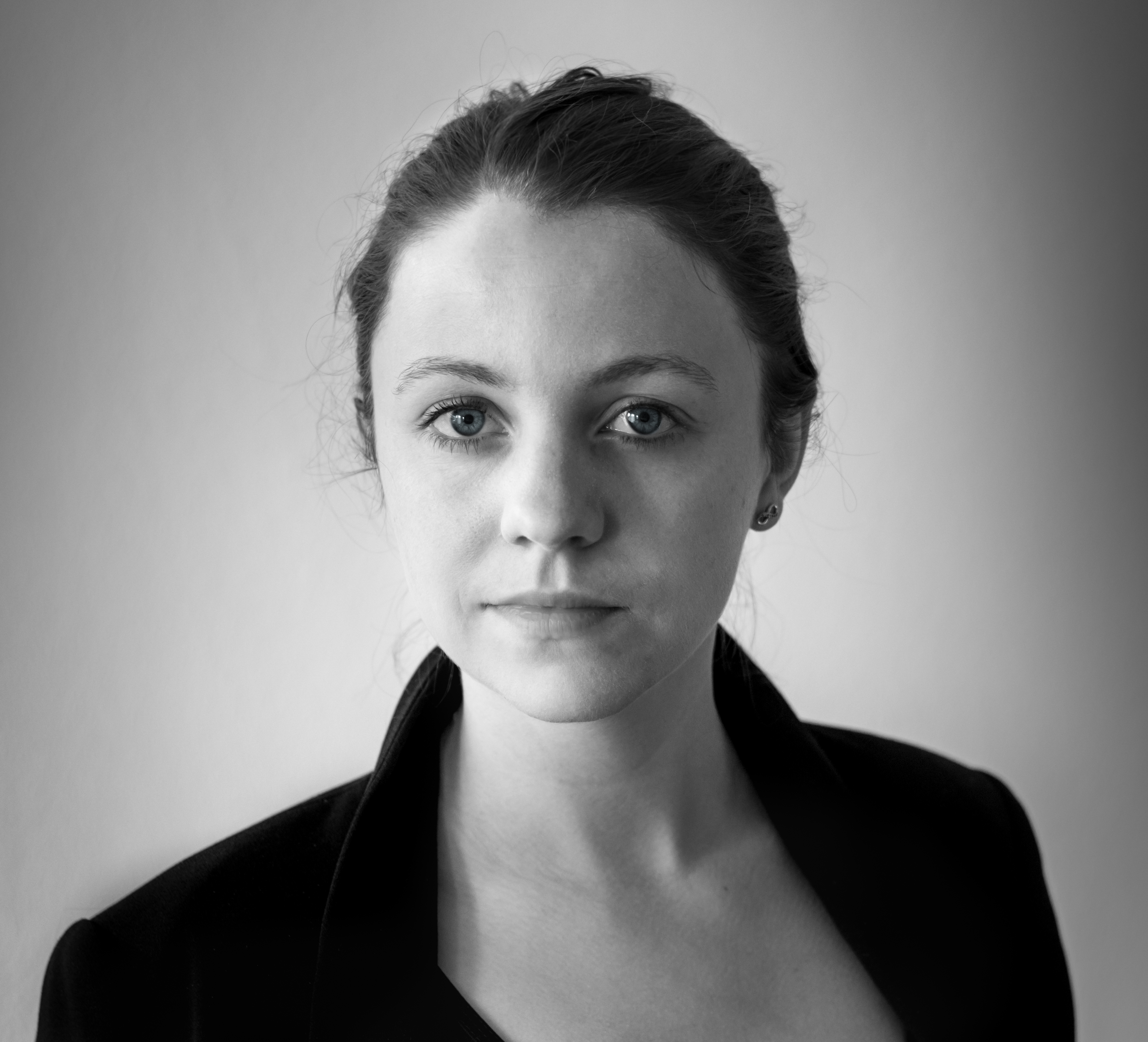

Friederike Dörffler (* 1995 in Freiburg im Breisgau) ist eine deutsche Filmeditorin.

## Leben und Werk
Bereits während ihrer Schulzeit war Friederike Dörffler künstlerisch aktiv. Nach dem Abitur im Jahr 2012 arbeitete sie zwei Jahre in einer Medienagentur in Freiburg, stand bei Auerbachs Kellertheater auf der Bühne und spielte Trompete bei BISYOC, einem europäischen Jugend-Sinfonieorchester, dessen Vorstand sie später einige Jahre beistand.
2015 begann sie ihr Editing Bild und Ton-Studium an der Internationalen Filmschule Köln (ifs köln), das sie 2018 erfolgreich mit dem Bachelor of Arts abschloss. Ihr Abschlussfilm Der Schrei feierte 2018 Premiere bei den Internationalen Hofer Filmtagen. 2021 wurde Friederike Dörffler mit dem Dokumentarfilm 75/1 für den Deutschen Kamerapreis nominiert.
Seit 2019 ist Friederike Dörffler deutschlandweit freiberuflich als Filmeditorin tätig und lebt in Hamburg. Sie wird von Lucky Punch Management vertreten.
Bei mehreren Film- und Serienprojekten arbeitete sie mit dem Regisseur Ole Zapatka zusammen. So übernahm sie den Schnitt von Comedy-Serien wie Check Check für Pro7, als auch von Kriminalfilmen wie Nord Nord Mord und der Thriller-Reihe Wolfsland mit Yvonne Catterfeld und Götz Schubert.
Dörffler ist Mitglied im Bundesverband Filmschnitt Editor.

## Auszeichnungen (Auswahl)
| Jahr | Auszeichnung                          | Festival / Organisation                | Werk           |
| ---- | ------------------------------------- | -------------------------------------- | -------------- |
| 2024 | Prädikat „besonders wertvoll“         | Deutsche Film- und Medienbewertung FBW | Insomnia       |
| 2023 | Jurypreis                             | abgedreht! Jugendfilmfestival          | Bauchgefühl    |
| 2022 | Best Documentary Short Film           | Wales International Film Festival      | 75/1           |
| 2022 | Publikumspreis                        | Im.Kasten Kurzfilmfestival Lüneburg    | Bauchgefühl    |
| 2021 | Nominierung – Bester Schnitt Kurzfilm | Deutscher Kamerapreis                  | 75/1           |
| 2021 | Best Documentary Short Film           | FICAUTOR Film Festival (Mexico)        | 75/1           |
| 2021 | EuRegio Jugendkurzfilmpreis           | EuRegio Filmfestival                   | Bauchgefühl    |
| 2021 | Best Film                             | Shortynale                             | Rotten Candy   |
| 2021 | Best Film for Children                | Festpro Filmfestival St. Petersburg    | Lichtgeflüster |
| 2020 | Nominierung – Bildungspreis           | Deutscher Menschenrechtsfilmpreis      | Aus den Fugen  |

## Filmografie (Auswahl)
| Jahr      | Titel                                                       | Format / Sender     | Funktion |
| --------- | ----------------------------------------------------------- | ------------------- | -------- |
| 2025      | Kommissar Dupin – Bretonische Sehnsucht                     | ARD                 | Schnitt  |
| 2025      | A World Gone Mad – Astrid Lindgren's War Diaries            | Kino-Dokumentarfilm | Schnitt  |
| 2024      | Marie Brand und das tote Au-pair                            | ZDF                 | Schnitt  |
| 2024      | Pumpen (Folgen 1–5)                                         | Serie, ZDFNeo       | Schnitt  |
| 2024      | Wolfsland – Schwarzer Spiegel                               | ARD                 | Schnitt  |
| 2023      | Wolfsland – In der Schlinge                                 | ARD                 | Schnitt  |
| 2022      | Wolfsland – Tote schlafen schlecht                          | ARD                 | Schnitt  |
| 2022      | Wolfsland – Das schwarze Herz                               | ARD                 | Schnitt  |
| 2022      | Mordsschwestern – Verbrechen ist Familiensache (Teil 1 & 2) | ZDF                 | Schnitt  |
| 2021      | Nord Nord Mord – Sievers sieht Gespenster                   | ZDF                 | Schnitt  |
| 2021      | Nord Nord Mord – Sievers und der große Knall                | ZDF                 | Schnitt  |
| 2021–2024 | SOKO Hamburg (13 Folgen)                                    | Serie, ZDF          | Schnitt  |
| 2019      | Max Mutzke                                                  | Mini-Dokuserie, VoD | Schnitt  |
| 2019      | Check Check (Folgen 8–10, Staffel 1)                        | Serie, Pro7         | Schnitt  |
| 2018      | Older Brothers                                              | Kino-Dokumentarfilm | Schnitt  |
| 2015      | Fortuna!                                                    | Kino-Dokumentarfilm | Schnitt  |